# 1998년 동계 올림픽 아일랜드 선수단
1998년 동계 올림픽 아일랜드 선수단은 일본 나가노에서 개최된 1998년 동계 올림픽에 참가한 올림픽 아일랜드 선수단이다.

## 알파인 스키
| 선수                  | 세부 종목 | 1차 시기 | 2차 시기 | 합계    | 순위 |
| 파트리크 슈바르자헤르 | 활강      |          |          | 1:58.71 | 27   |

## 참조
- 올림픽 공식 결과 보관됨 2012-02-04 - 웨이백 머신